# Schmitzbüchel
Schmitzbüchel ist ein Ortsteil von Immekeppel in der Stadt Overath im Rheinisch-Bergischen Kreis in Nordrhein-Westfalen, Deutschland.

## Lage und Beschreibung
Der landwirtschaftlich geprägte Ortsteil Schmitzbüchel an der Grenze zu Bensberg ist über die Landesstraße 284 zu erreichen, die hier Lindlarer Straße heißt. Durch den Ort fließt der Krebsbach, der in die Lindlarer Sülz mündet, die wiederum in die  Agger fließt. Nebenan liegt die unter Naturschutz stehende Tongrube Oberauel, ein aufgelassenes Steinbruchgelände. In dem Gebiet mit Feuchtgrünflächen und Hangwäldern finden seltene Tiere und Pflanzen ihre Heimat. 
Der Bergische Naturschutzverein hat in Schmitzbüchel ebenso seinen Sitz wie ein Bienenzuchtverein. Auf dem jährlichen Apfelfest des Naturschutzvereins bestimmen unter anderem Pomologen alte Apfelsorten.

## Geschichte
Die Topographia Ducatus Montani des Erich Philipp Ploennies, Blatt Amt Portz, belegt, dass der Wohnplatz bereits 1715 drei Hofstellen besaß, die als Böggel beschriftet sind. Carl Friedrich von Wiebeking benennt die Hofschaft auf seiner Charte des Herzogthums Berg 1789 als Büchel. Aus ihr geht hervor, dass der Ort zu dieser Zeit Teil des Oberkirchspiels Immekeppel (zugleich Honschaft Immekeppel) der Pfarre Gladbach im Obergericht Bensberg war.
Der Ort ist auf der Topographischen Aufnahme der Rheinlande von 1817 als Schmidtsbüchel verzeichnet. Die Preußische Uraufnahme von 1845 zeigt den Wohnplatz unter dem Namen Schmitz Büchel. Ab der Preußischen Neuaufnahme von 1892 ist der Ort auf Messtischblättern regelmäßig als Schmitzbüchel verzeichnet.
1822 lebten 42 Menschen im als Bauerngüter kategorisierten und Schmitsbüchel bezeichneten Ort, der nach dem Zusammenbruch der napoleonischen Administration und deren Ablösung zur Bürgermeisterei Bensberg im Kreis Mülheim am Rhein gehörte. Für das Jahr 1830 werden für den als Schmitsbüchel bezeichneten Ort 49 Einwohner angegeben. Der 1845 laut der Uebersicht des Regierungs-Bezirks Cöln als Bauerngüter kategorisierte und Schmitzbüchel bezeichnete Ort besaß zu dieser Zeit acht Wohngebäude mit 45 Einwohnern, alle katholischen Bekenntnisses. Die Gemeinde- und Gutbezirksstatistik der Rheinprovinz führt Schmitzbüchel 1871 mit 19 Wohnhäusern und 110 Einwohnern auf. Im Gemeindelexikon für die Provinz Rheinland von 1888 werden für Schmitzbüchel 19 Wohnhäuser mit 105 Einwohnern angegeben. 1895 besitzt der Ort 17 Wohnhäuser mit 100 Einwohnern und gehörte konfessionell zum katholischen Kirchspiel Immekeppel, 1905 werden 14 Wohnhäuser und 84 Einwohner angegeben.
Aufgrund § 10 des Köln-Gesetzes wurden 1975 mehrere Bensberger Außenorte in die Gemeinde Overath umgemeindet, darunter auch der Bereich um Immekeppel mit Schmitzbüchel.